# Essen
Essen [ˈɛsn̩] je město v Porúří v německé spolkové zemi Severní Porýní-Vestfálsko. Leží na břehu řeky Ruhr a žije zde přibližně 587 tisíc obyvatel, což ho řadí mezi deset největších měst v Německu.
Od 19. století se Essen stal jedním z nejdůležitějších center těžby uhlí a výroby oceli. Dnes je jeho ekonomika postavena na jiných průmyslových odvětvích a na službách. Je sídlem třinácti ze sta největších německých firem. Essenská univerzita byla založena roku 1972 a roku 2003 se sloučila s Duisburskou univerzitou, čímž vznikla současná Duisbursko-Essenská univerzita.

## Historie
Navzdory poměrně rozšířenému názoru nemá název Essen nic společného s jídlem (což je v němčině rovněž Essen), ale zřejmě pochází z velmi starého slova Asnithi, které označovalo území na východě, nebo území, kde rostlo mnoho jasanů (Esche).
Nejstarší archeologické nálezy se datují do doby před 280 000 lety, pozdější nálezy jsou staré zhruba 120 000 až 10 000 let.
V raném středověku území Essenu osídlily postupně různé germánské kmeny. Keltové asi na počátku našeho letopočtu založili na jihu Essenu opidum, které bylo později přestavěno na hrad Alteburg. Počátky druhého hradu Herrenburgu sahají do 8. století, do období karolínské říše.
Zárodkem města Essen byl ženský klášter kanovnic založený kolem roku 845 biskupem Alfredem z Hildesheimu a abatyší Gerswid I., od 10. do 15. století jeden z nejvýznamnějších v Německu. V roce 1349 získala abatyše právo těžit nerostné suroviny a v roce 1354 byl otevřen stříbrný důl, roku 1371 bylo objeveno uhlí, první uhelný důl byl otevřen až roku 1450. Tím začaly spory mezi městem a klášterem a pokračovaly až do zrušení kláštera v roce 1803. V roce 1563 se město připojilo k náboženské reformaci, jako protestantský sloužil dosavadní trhový kostel z 11. století (původně zasvěcený sv. Gertrudě). Reformátor Essenu Heinrich Barenbroch poprvé vystoupil 28. dubna 1563, ale již 17. května na žádost abatyše musel opustit město, vojenskou ochranu zajistil vévoda z Cleves.

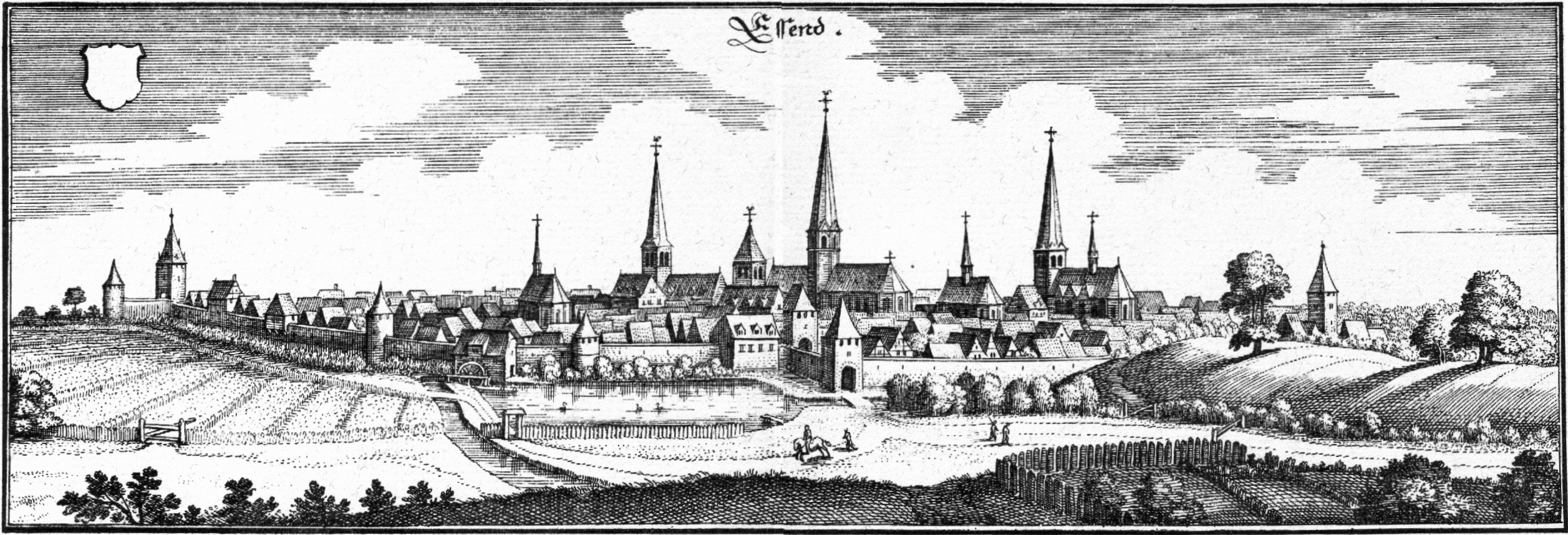
Essen na rytině z roku 1647

Kolem roku 1600 vzkvétala zbrojní řemesla, v roce 1620 vyrobili essenští kováři 14 000 pušek a pistolí; město se stalo strategicky zajímavým. Roku 1808 bylo připojeno k Prusku.
Až do 1. čtvrtiny 19. století zůstal Essen nevýznamným zemědělským městem, až je vystřídal rozvoj těžařského a ocelářského průmyslu pod vedením Kruppovy rodiny.
V listopadu 1938 byl zorganizován pogrom, vypálena Stará synagoga a vládu převzali národní socialisté. Ocelářské a strojírenské závody se zaměřily na zbrojní dodávky a ve městě byl zřízen pracovní tábor pro jejich zaměstnance- válečné zajatce. Koncentrace zbrojního průmyslu vedla ke kobercovým náletům spojenců, které zasáhly také obytné čtvrti.
Poválečná obnova města začala v 60. letech.

### Znak města

Znak Essenu

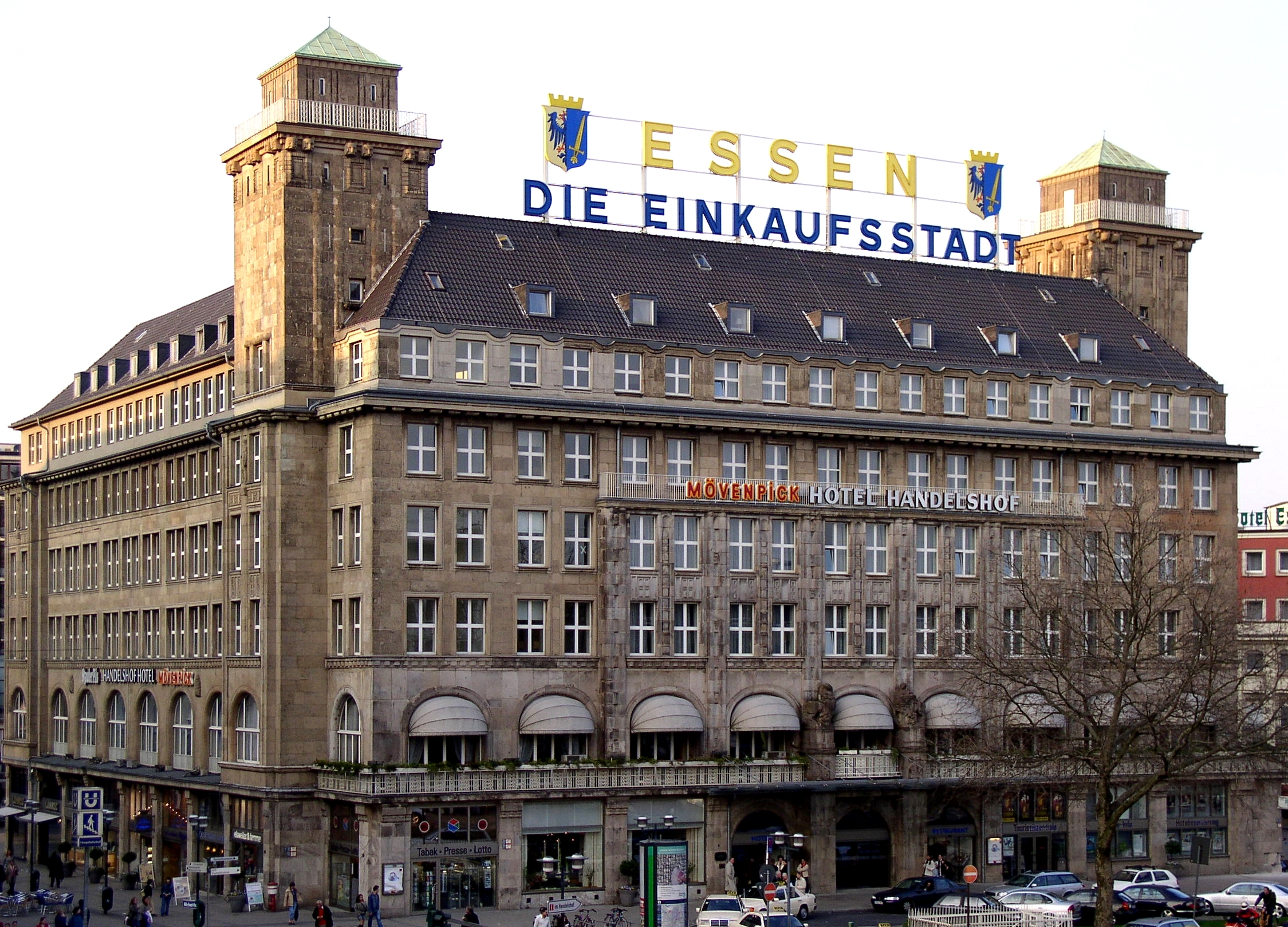
Hotel Handelshof s upraveným znakem a neoficiálním mottem města

Znak města Essen je heraldická zvláštnost. Město ho získalo roku 1886. Sestává ze dvou ukloněných štítů pod společnou korunou. Koruna symbolizuje sekularizovanou (zesvětštěnou) církevní radu Essenu pod vládou kněžny-abatyše místního kláštera. Na štítě heraldicky vpravo je vyobrazen dvouhlavý císařský orel. Tento štít byl městu dán roku 1623. Na štítu heraldicky vlevo je vyobrazen meč, kterým podle pověsti byly sťaty hlavy patronům města, svatým Kosmovi a Damiánovi. Legendární meč s románskou tepanou pochvou ze 12. století je vystaven v Dómské pokladnici. Lehce upravená a heraldicky správná verze znaku je umístěna na střeše hotelu Handelshof nedaleko hlavního nádraží.

## Geografie
Essen leží uprostřed Porúří severně od řeky Ruhr, která ve čtvrtích Kupferdreh, Heisingen a Werden tvoří umělé jezero Baldeney (Baldeney-See). Jezero vzniklo mezi lety 1931 až 1933, kdy ho výměnou za chléb a pivo vykopalo 10 000 nezaměstnaných dělníků. Nejnižší bod obce, 26,5 m n. m., se nalézá ve čtvrti Karnap, nejvyšší 202,5 m n. m. pak ve čtvrti Heidhausen. Průměrná výška je pak 116 m n. m. Město se rozprostírá přes 21 km od severu k jihu a 17 km od západu k východu.
S Essenem sousedí ve směru běhu hodinových ručiček následující obce: Gelsenkirchen, Bochum, Hattingen, Velbert, Heiligenhaus, Ratingen, Oberhausen, Mülheim an der Ruhr, Bottrop a Gladbeck.

## Počasí
Průměrná roční teplota ve městě je 9,6 °C a za rok zde průměrně naprší 829 mm. Nejchladnějším měsícem v roce je leden s průměrnou teplotou 1,5 °C, nejteplejším pak červenec se 17,5 °C. Nejvíce vody zde naprší v srpnu, 90 mm.

## Městské části

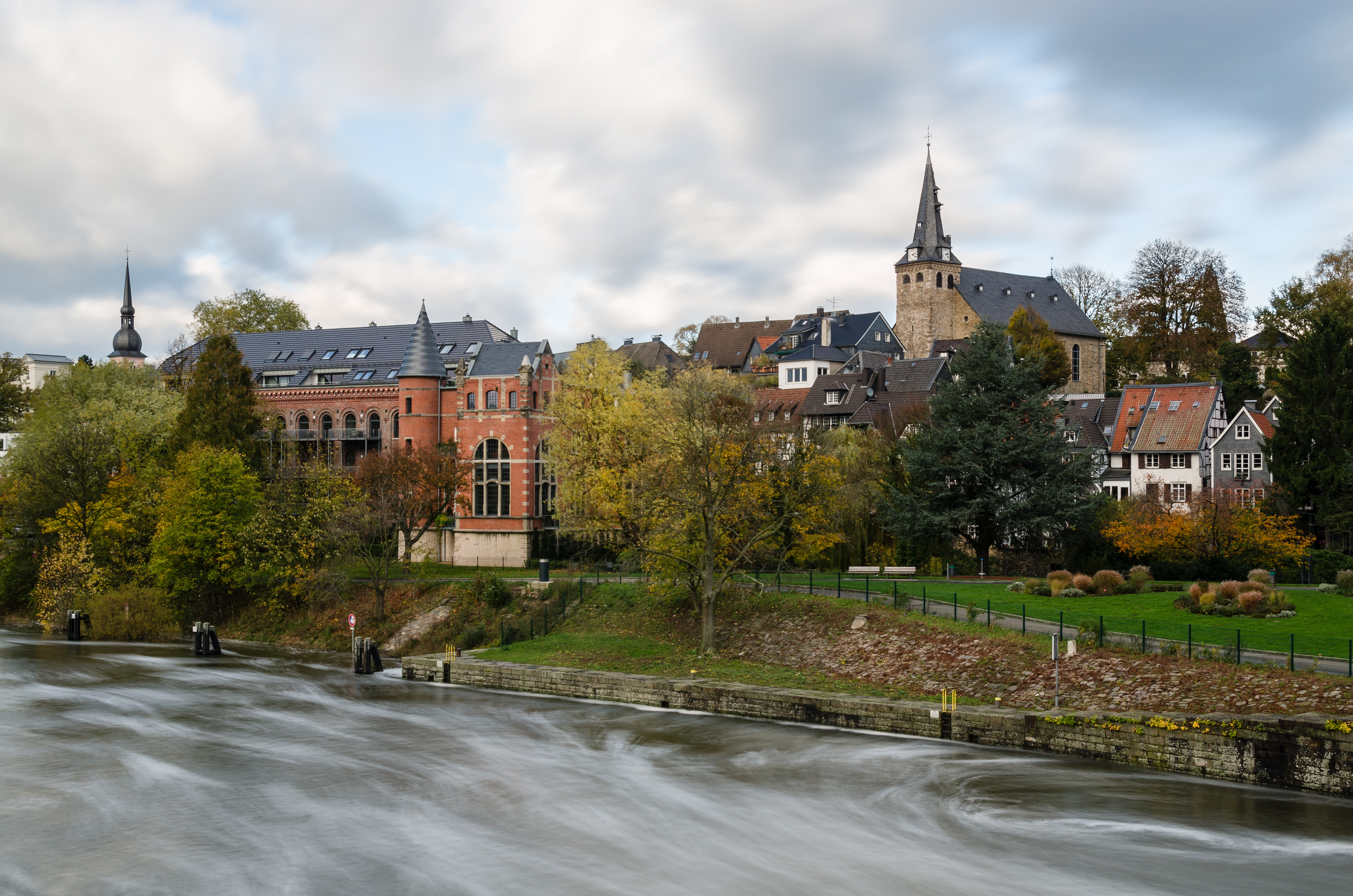
Pohled na střed essenské čtvrti Kettwig z Rúrského mostu. V popředí je po druhé světové válce znova vybudovaný Uferpalais (Nábřežní palác).

Essen je rozdělen na 19 městských částí. Každá z nich má vlastní devatenáctičlenné zastupitelstvo, které má omezené pravomoci. Městské části jsou často pojmenovány podle čtvrtí, které je tvoří, a označují se také pomocí římských číslic. Essen se skládá z celkem padesáti čtvrtí, z nichž mnoho bylo původně samostatnými obcemi, ale byly do města začleněny mezi lety 1901 až 1975. Pomalé rozrůstání města má za následek i dvě zajímavosti. Čtvrť Kettwig ležící jižně od řeky Ruhr byla začleněna roku 1975, ale má vlastní telefonní předvolbu. Podobně Kettwig patří přímo pod Kolínské arcibiskupství, ačkoli zbytek města spadá do Essenské diecéze.

## Hospodářství
Těžba uhlí a rudy vedlo k prudkému rozvoji města a celého Porúří. Z Essenu pocházející rodina Kruppů zde roku 1811 založila podnik na výrobu oceli.
Po druhé světové válce Essen prošel velkými hospodářskými změnami. Došlo k útlumu těžby a rozvoji moderních technologicky náročných odvětví.

## Doprava

### Silnice

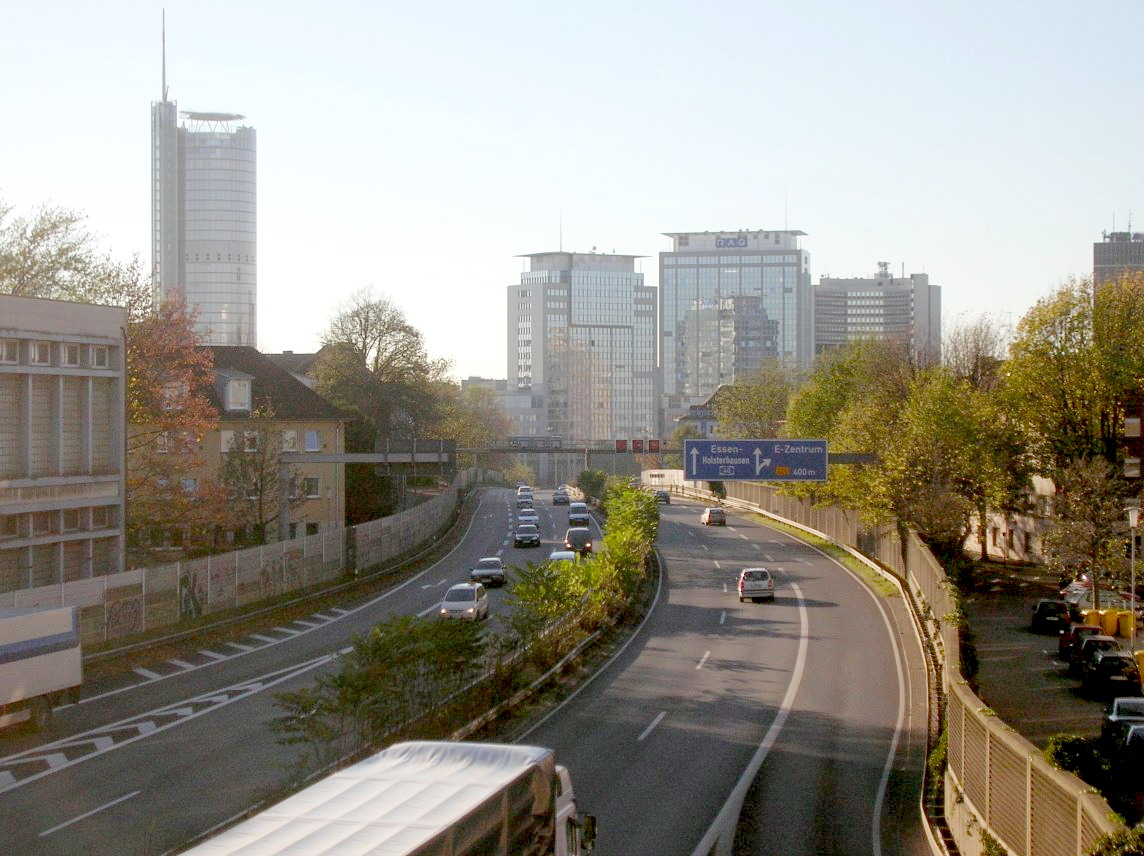
Dálnice A40 – Ruhrschnellweg

Dálnice A40, přezdívaná Ruhrschnellweg probíhá středem města, které dělí zhruba na dvě poloviny. V centru města je dálnice skrytá v tunelu vybudovaném v 70. letech 20. století. Okrajů města se také dotýkají dálnice A 52 na jihu a A42 na severu.

### Veřejná doprava
První linka přes území dnešního Essenu, železniční dráha z Kolína nad Rýnem do Mindenu, byla otevřena mezi lety 1845 až 1847. Měla zastávku v Altenessenu. Dráha z Mülheimu an der Ruhr do Bochumi byla otevřena o pár desítek let později. Na této železniční dráze nyní stojí hlavní nádraží Essen (Essen-Hauptbahnhof), kde staví jak regionální, tak dálkové vlaky.

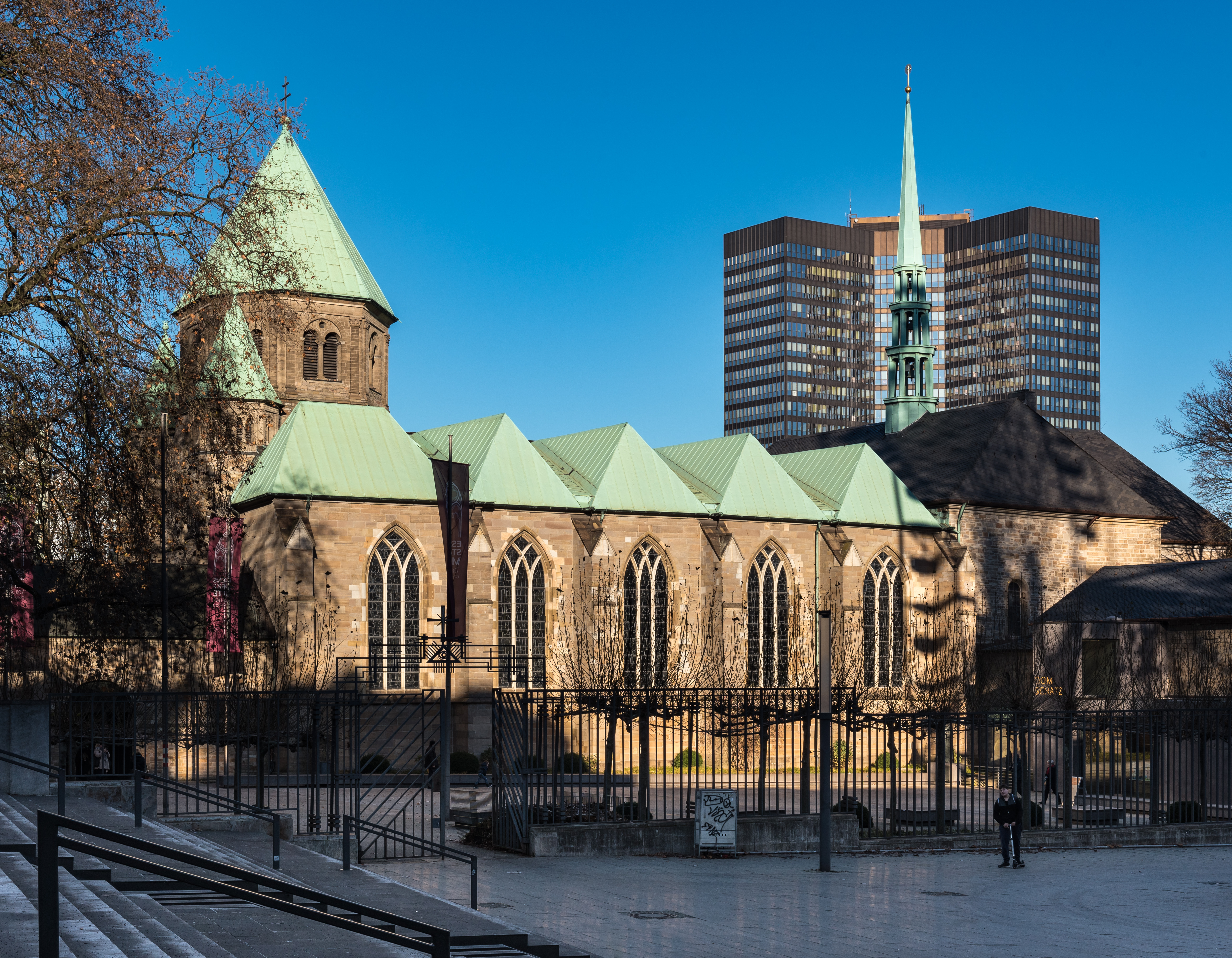
Katedrála (Münster)

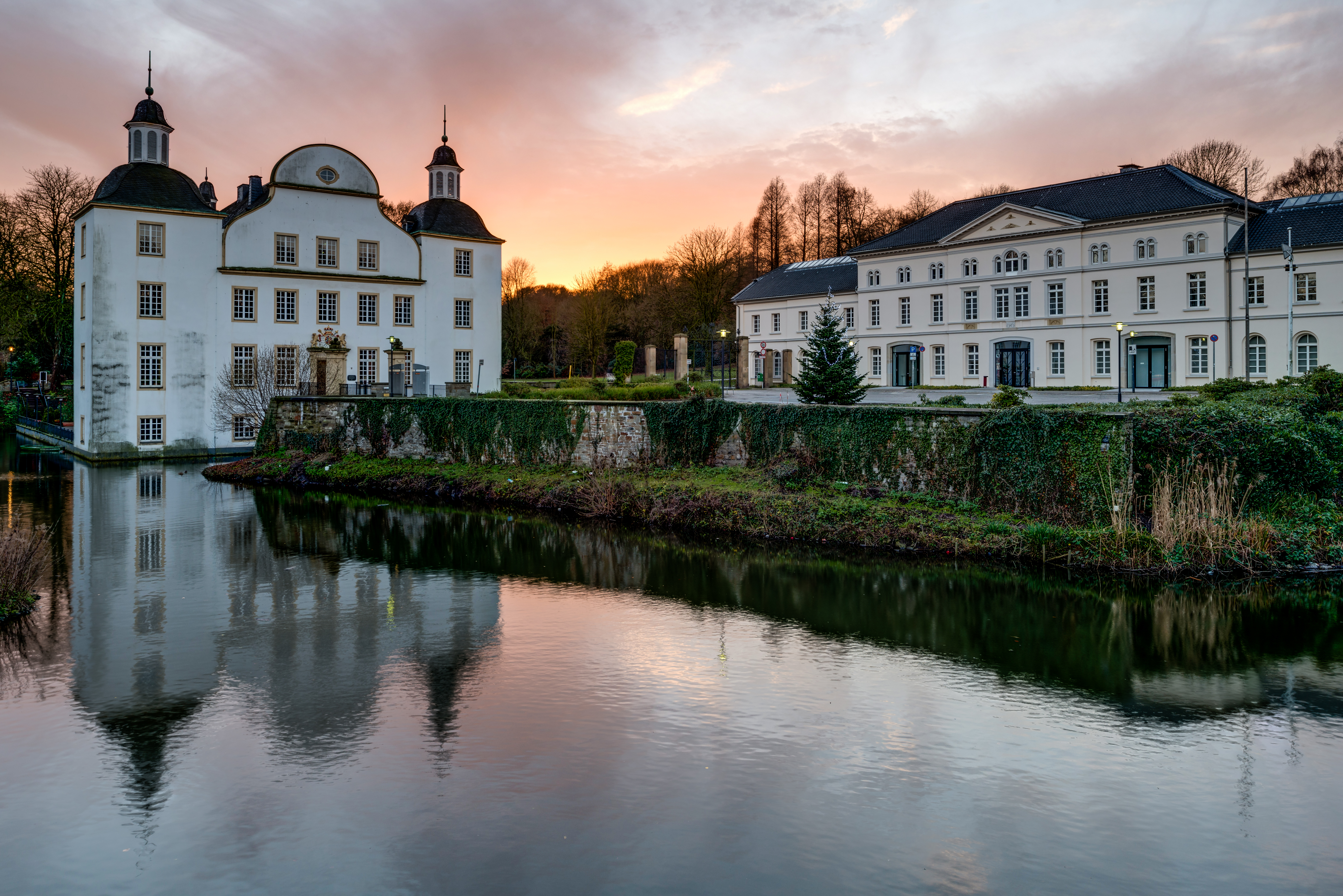
Zámek Borbeck

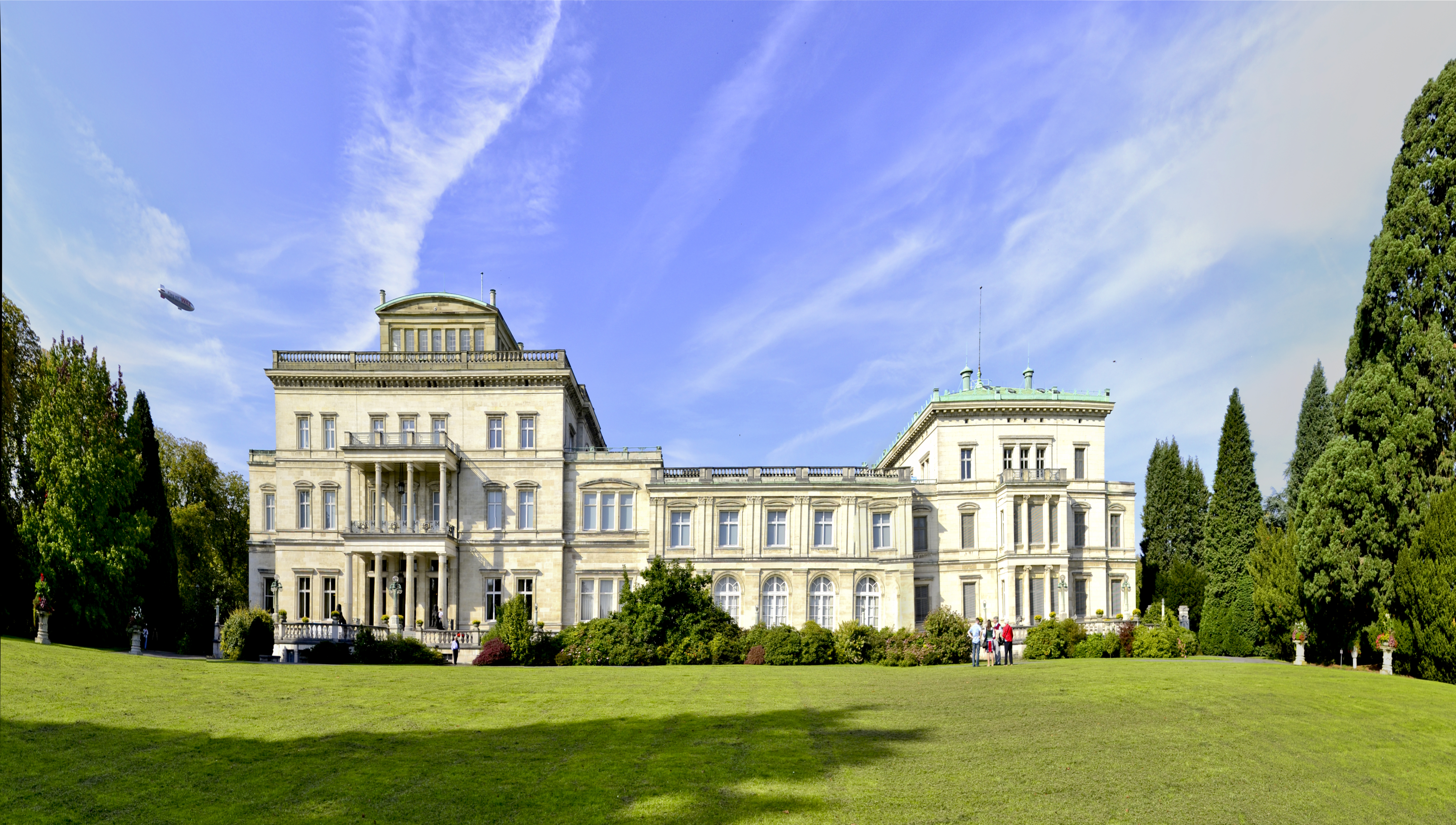
Villa Hügel Kruppovy rodiny

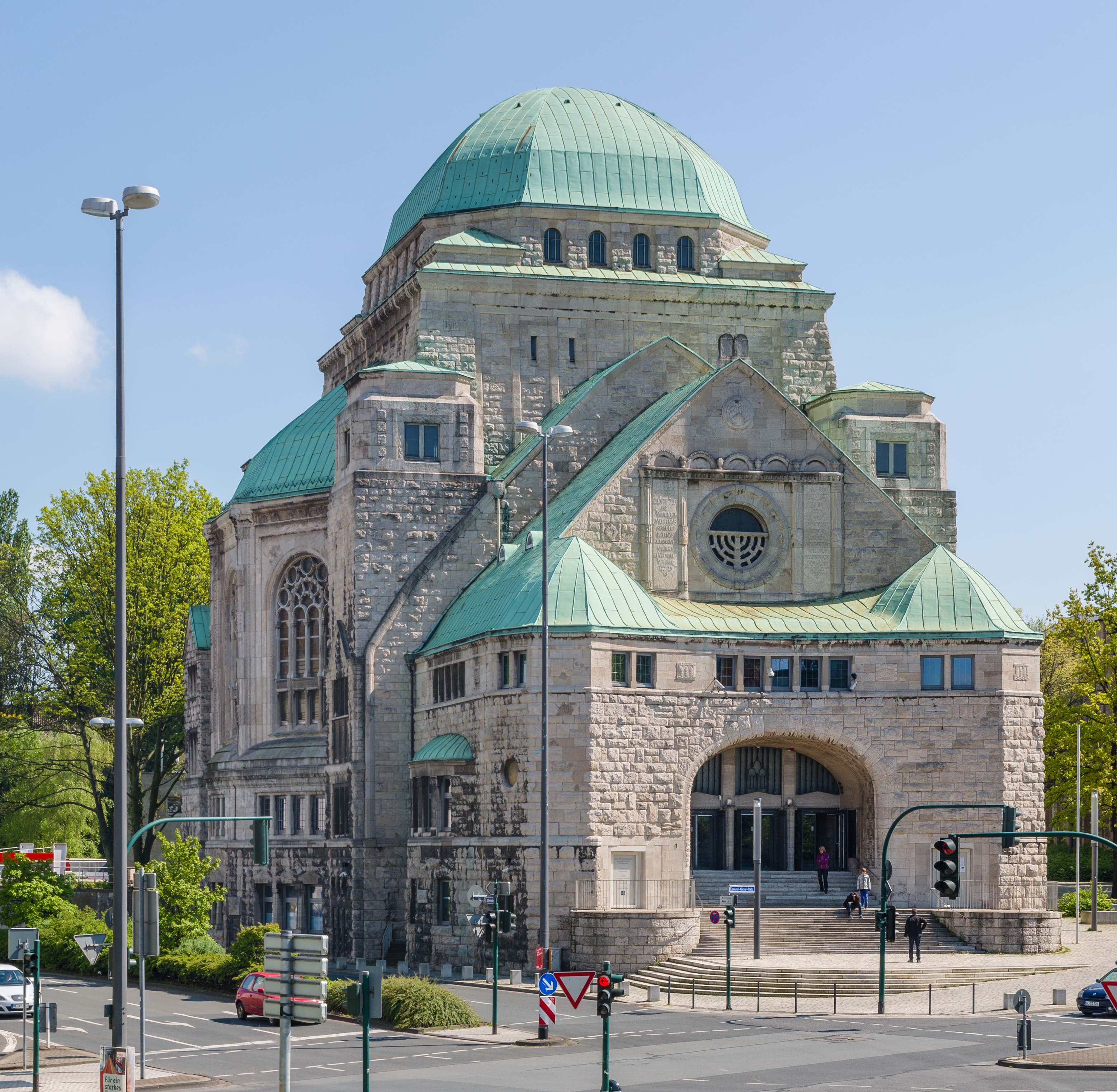
Stará synagoga

Místní veřejnou dopravu zajišťuje Essener Verkehrs-AG, veřejná společnost, která se stará o tři příměstské vlakové, několik tramvajových a autobusových linek. Zvláštností města je Spurbus, vedený autobus. Ten může jezdit klasicky jako autobus, ale také se používá jako trolejbus. Město má také síť linek metra. Všechny místní a regionální spoje mají tarifní systém dopravního sdružení Verkehrsverbund Rhein-Ruhr (VRR).

## Památky
- Katedrála Nejsv. Trojice, Panny Marie a svatých Kosmy a Damiána (dóm, münster) – založena jako klášterní kostel při Damenstiftu, trojlodní katedrála má půdorys latinského kříže se dvěma chóry a dvěma kryptami; románská stavba vyhořela ve 13. století, byla přestavěná v gotice; vybombardovaná za 2. světové války a v 60.–70. letech znovu dostavěná; uvnitř Zlatá madona z doby kolem roku 1000.
- Ženský klášter Damenstift založili kolem roku 850 biskup Alfred z Hildesheimu a abatyše Gerswid I., od 10. století se stal jedním z nejdůležitějších klášterů v Německu. Jeho abatyše pocházely z rodin vyšší šlechty a patřily mezi říšské preláty s knížecím titulem. V čele stála Matylda, vnučka císaře Otta I., a po ní dvě další ženy, které byly také příbuzné císařů z této dynastie: Sofie, dcera Otty II., a Theofanú, neteř Otty III. dcera Matyldy, dcery Otty II.. Klášter zůstal do 15. století vrcholným centrem středověké vzdělanosti a umění, jeho členkami byly jednak kanovnice, a dále šlechtičny pro výchovu a vzdělání, které se vracely zpět do svých rodin. V roce 1802 byl sekularizován.
- Pokladnice (Domschatz) je významný soubor středověkých křížů, relikviářů, precios a parlament, k nejstarším sochám patří zlatá madona.
- Zámek Borbeck – sídlo o dvou budovách při jezeře s anglickým parkem, v městské části Borbeck hlavní budova založena jako renesanční na kvadratickém půdorysu s nárožními věžemi; barokní přestavba pro kněžnu-abatyši Františku Christinu Facko-Sulzbašskou, dceru knížete Teodora Eustacha
- Vila Hügel – novorenesanční rezidence s historickým zařízením a parkem Kruppovy rodiny
- Stará synagoga

## Muzea
- Ruhr Museum – muzeum těžby a zpracování uhlí, spojené s jedním z uhelných dolů, do něhož lze sfárat
- Folkwang Museum – galerie moderního umění

## Kultura a školství
- Státní univerzita, založena roku 1972, v roce 2003 byla sloučena s památnou Univerzitou v Duisburgu, nyní Universität Duisburg-Essen.
- Folkwangská univerzita umění (Folkwang Universität der Künste), založena roku 1927 ředitelem opery a choreografem, pojmenována podle nordické mytologie

## Sport
Ve městě sídlí fotbalový klub Rot-Weiss Essen.

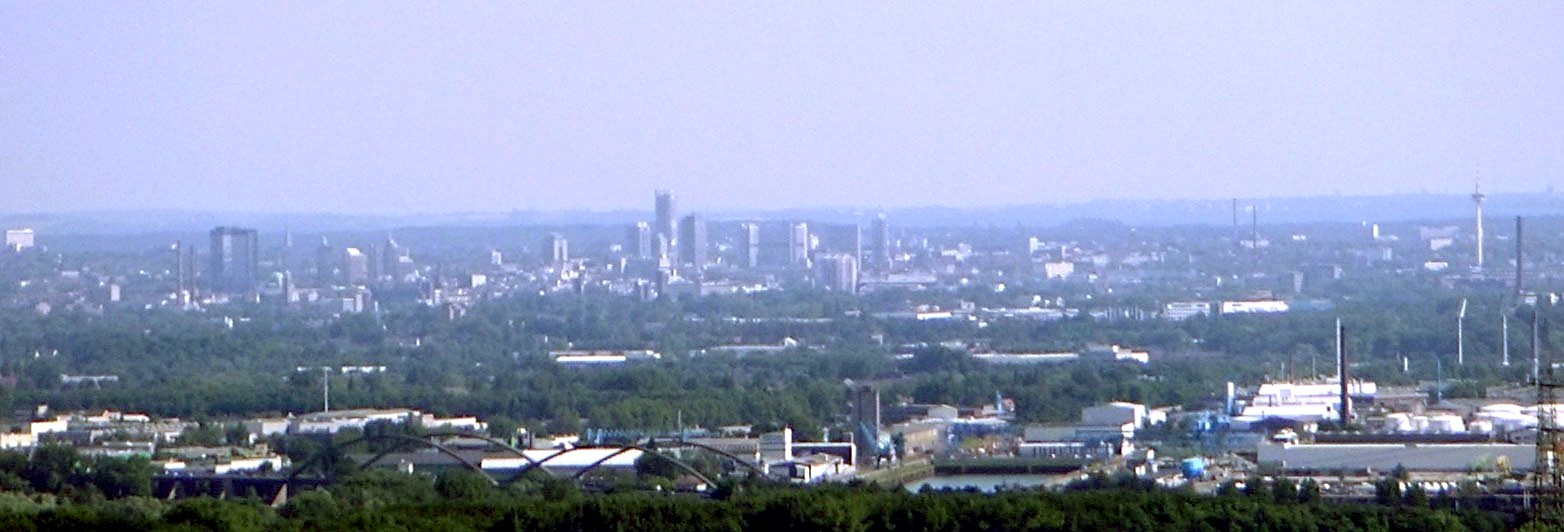
Pohled na centrum Essenu z Tetraederu v sousedním městě Bottropu. V pozadí jsou Porúrské výšiny.

## Partnerská města
- Grenoble, Francie, 1974
- Nižnij Novgorod, Rusko, 1991
- Sunderland, Spojené království, 1949
- Tampere, Finsko, 1960
- Tel Aviv-Jaffa, Izrael, 1991

## Osobnosti

### Rodáci
- Alfred Krupp (1812–1887), německý průmyslník a vynálezce[2]
- Heinz Rühmann (1902–1994), německý filmový herec, režisér a producent[3]
- Anneliese Uhligová (1918–2017), německá herečka[4]
- Helmut Rahn (1929–2003), německý fotbalový útočník[5]
- Gerd Albrecht (1935–2014), německý dirigent[6]
- Otto Rehhagel (* 1938), bývalý německý fotbalový obránce a trenér[7]
- Brigitte Hamannová (1940–2016), rakouská spisovatelka a historička[8]
- Mille Petrozza (* 1967), německý zpěvák a kytarista, člen skupiny Kreator[9]
- Jens Lehmann (* 1969), bývalý německý fotbalový brankář[10]
- Leroy Sané (* 1996), německý fotbalový záložník[11]

### Obyvatelé
- Gustav Heinemann (1899–1976), německý politik, prezident Spolkové republiky Německo v letech 1969 až 1974[12]
- Wilhelm Hünermann (1900–1975), německý římskokatolický kněz a spisovatel[13]